# Richard Barnfield
Richard Barnfield (* 1574; † 1620 oder 1627) war ein englischer Dichter des elisabethanischen Zeitalters.

## Leben
Seine weitgehend ungesicherten Lebensdaten (Taufe am 13. Juni 1574, Immatrikulation 1589 in Oxford) beruhen auf späten Archivrecherchen. Das bis heute erhalten gebliebene Interesse an Barnfield beruht vor allem auf seinen engen, aber weitgehend obskuren Beziehungen zu William Shakespeare. Er soll 1593 nach London gekommen sein.

## Werke
Als sein anonym erschienenes erfolgreiches Erstlingswerk gilt The Affectionate Shepherd (1594). Zwei Monate später (1595) folgte sein zweites Werk Cynthia, with certain Sonnets, and the legend of Cassandra. Es folgen The Encomion of Lady Pecunia (1598) und The Complaint of Poetry for the Death of Liberality. 1599 wird The Passionate Pilgrim veröffentlicht mit der Autorangabe "By W. Shakespeare" auf der Titelseite. Merkwürdigerweise enthält das Gedichtbüchlein zwei Gedichte von Richard Barnfield, wie auch von anderen Dichtern (Griffins, Marlowe).

## Tarnname?
Richard Barnfield war bis in die 1870er Jahre so gut wie unbekannt und erlangte erst mit der aufkommenden Shakespeare-Forschung einen gewissen Bekanntheitsgrad als „Elizabethan poet“, insbesondere, weil erkannt wurde, dass die Gedichte 8 und 20 in Shakespeares „The Passionate Pilgrime“ (1599) von ihm stammen müssten. Weitaus logischer als diese Vermutung ist jedoch die These, dass Richard Barnfield ein Deckname von Marlowe/Shakespeare war, der die wahre Identität des überlebenden Dichter in der Anonymität verschleiern sollte. Dass diese Schlussfolgerung keineswegs aus der Luft gegriffen ist, begründet Conrad auf Grund einer Analyse der Texte von Barnfields Werken.